# 阿比伯
阿比伯（法語：Al Habib，？年—）是塞內加爾裔臺灣男子籃球運動員。

## 生平
阿比伯住過塞內加爾8年、美國加州2年，接著移居至臺灣，與哥哥阿巴西同樣從跆拳道改打籃球，高中就讀強恕，大學進入醒吾科大就讀，2023年轉學至中信金融管理學院。
阿比伯已取得中華民國身分證。

## 外部連結
- 阿比伯的Instagram帳戶